# Ute Stange
Ute Stange, född den 2 april 1966 i Heubach i Tyskland, är en östtysk och därefter tysk roddare.
Hon tog OS-brons i fyra utan styrman i samband med de olympiska roddtävlingarna 1992 i Barcelona.